# Asterope umbrina
Asterope umbrina är en fjärilsart som beskrevs av Karsch 1892. Asterope umbrina ingår i släktet Asterope och familjen praktfjärilar. Inga underarter finns listade i Catalogue of Life.